# Nowa Rybna
Nowa Rybna – przysiółek wsi Rybna w Polsce położony w województwie śląskim, w powiecie częstochowskim, w gminie Mykanów. 
W latach 1975–1998 przysiółek administracyjnie należał do województwa częstochowskiego.